# Schlotheimia jamesonii
Schlotheimia jamesonii là một loài Rêu trong họ Orthotrichaceae. Loài này được (Arn.) Brid. miêu tả khoa học đầu tiên năm 1826.